# Зиновьев, Андрей Валерьевич
Андре́й Вале́рьевич Зино́вьев (род. 10 октября 1969, гор. Калинин, ныне Тверь) — российский орнитолог, зооархеолог. Доктор биологических наук, профессор, Вице-президент Международной ассоциации палеодонтологии (International Association for Paleodontology), почётный член Американского орнитологического общества (American Ornithological Society), проректор по научной и инновационной деятельности Тверского государственного университета. Победитель Всероссийского конкурса "Золотые Имена Высшей Школы" в номинации "За вклад в науку и высшее образование" (2024).

## Биография
Сын орнитолога В.И. Зиновьева (1937—1992).
В 1986—1992 годах обучался на химико-биолого-географическом факультете Тверского государственного университета. С момента выпуска работает на биологическом факультете ТвГУ.
В 2001-2003 годах в должности старшего научного сотрудника Российско-Вьетнамского Российско-Вьетнамского Тропического научно-исследовательского и технологического центра проводил исследования в Социалистической Республике Вьетнам.
С 2015 года заведовал кафедрой "Биологии", а с 2018 года заведует кафедрой зоологии и физиологии биологического факультета ТвГУ.
В 2020 году — академический руководитель факультета биологии и биотехнологии Высшей школы экономики.
С 2020 по 2021 год — профессор  Базовой кафедры Института биоорганической химии им. академиков М.М. Шемякина и Ю.А. Овчинникова РАН.
С 2021 года - проректор по научной и инновационной деятельности Тверского государственного университета.

## Труды
Специалист в области функциональной морфологии задних конечностей птиц. Особое внимание уделяет реконструкции мягких тканей задних конечностей и элементов локомоции вымерших видов пернатых. Им проведены реконструкции таких видов, как археоптерикс, конфуциусорнис, гесперорнис, моа, дронт, орел Хааста. Занимается исследованиями орнитофауны Тверского региона. Известен работами по зооархеологии и археоантропологии Твери и Тверского региона, Великого Новгорода, а также Калининградской области.
Владеет английским и немецким языками.

## Генеалогия
Потомок дворянского рода Беренсов и боярского - Квашниных. Известен работами по генеалогии дворянского рода Беренс. С 2015 года - Предводитель Тверского Дворянского Собрания. Кавалер Императорского ордена Святой Анны III степени, Императорского ордена Святого Станислава II степени, Императорского ордена Святого Равноапостольного князя Владимира IV степени и ряда императорских и церковных медалей.

## Признание
- Вице-президент Международной ассоциации палеодонтологии (International Association for Palaeodontology) (с 2007 года)
- Председатель Тверского отделения Московского общества испытателей природы (с 2010 года)
- Почётный член Американского орнитологического общества (American Ornithological Society) (с 2012 года)
- Член экспертного совета ВАК по биологическим наукам (с 2014 года)
- Председатель Рабочей группы по морфологии птиц при Международном союзе орнитологов (The International Ornithologists' Union Working Group on Avian Morphology) (с 2014 года)
- Главный редактор журнала из списка ВАК и Web of Science (Zoological Record) "Вестник Тверского государственного университета. Серия: Биология и экология" (с 2015 года)
- Председатель Тверского отделения Русского общества сохранения и изучения птиц (с 2018 года)
- Ответственный редактор 3-го издания "Красной книги Тверской области" (2024)

## Сочинения
- Зиновьев А.В. 2010. Сравнительная анатомия, структурные преобразования и адаптивная эволюция аппарата двуногой локомоции птиц. М.: Товарищество научных изданий КМК.  285 с.
- Зиновьев А.В., Кошелев Д.В., Виноградов А.А. 2018. Птицы Тверской области и сопредельных территорий. Тверь: ТвГУ. Т. 1. 554 с.
- Салимов А.М., Данилов В.В., Романова Е.А., Зиновьев А.В. 2018. Сретенский собор Тверского монастыря Савватьева пустынь: история, архитектура и археология. Тверь: Издатель Алексей Ушаков.  228 с.
- Казанский  М.М., Зальцман Э.Б., Скворцов К.Н., Добровольская М.В., Зиновьев А.В., Сапрыкина И.А. 2018. Раннесредневековый могильник Заостровье-1 в Северной Самбии. Отв. ред. Мастыкова А.В. М.: ИА РАН.  Материалы спасательных археологических исследований. Т. 22. 312 с.
- Полный список публикаций можно посмотреть, а также скачать большинство из них, здесь.
- Личная страница А.В. Зиновьева на сервере ТвГУ
- Личная страница А.В. Зиновьева в Энциклопедии ТвГУ
- А.В. Зиновьев на Academia